# سيفريو (آن)
سيفريو (بالفرنسية: Civrieux)‏ هي بلدية فرنسية تقع في إقليم الأين في فرنسا. رمز إنسي لها هو:1105. أما الرمز البريدي لها فهو: 1390.

## توأمة
لسيفريو (أين) اتفاقيات توأمة مع كل من:
- Pentling [الإنجليزية]‏
- تشريتو لازيالي
- كورتشانو